# Eupolia lineolata
Eupolia lineolata är en djurart som tillhör fylumet slemmaskar, och. Eupolia lineolata ingår i släktet Eupolia, fylumet slemmaskar och riket djur. Inga underarter finns listade i Catalogue of Life.